# 李仁

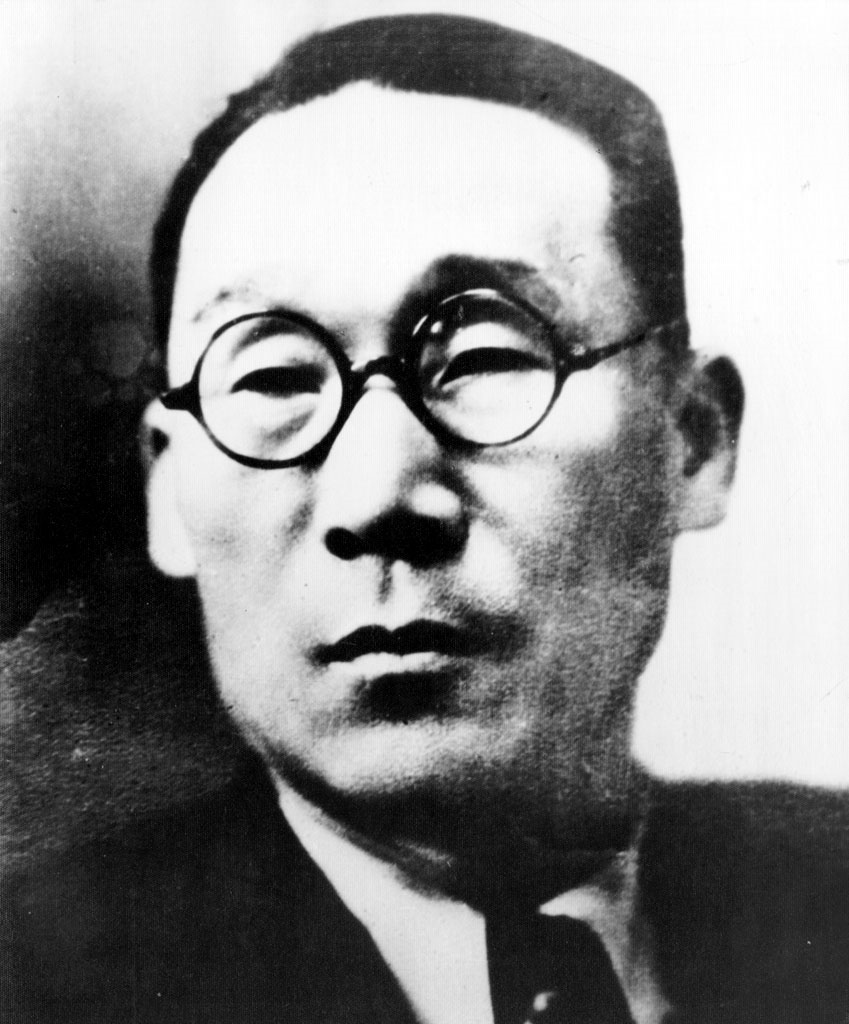
1948年

李 仁（イ・イン、朝鮮語: 이인、1886年または1890年9月20日または1896年10月26日 - 1979年4月5日）は、日本統治時代の朝鮮および大韓民国の独立運動家、弁護士、検察官、裁判官、政治家。米軍政庁大法院長代理、第4代米軍政庁検事局検事総長、過渡政府大検察庁検察総長、初代法務部長官、制憲・第3・5代韓国国会議員（第5代は参議員）を歴任した。
本貫は慶州李氏、号は愛山。李益斎の子孫で、性理学者の李寛俊は祖父、自彊会と大韓協会の中心人物だった李宗栄は父、独立運動家の李始栄は叔父。元国会議員の李泰九は娘婿。

## 経歴
慶尚道大邱都護府（現・韓国大邱広域市）出身だが、先祖代々は慶州に在住。達東義塾、慶北実業補習学校、正則中学校卒。日本大学法科を経て、1918年に明治大学法学部卒。その後は京城法学院講師を経て、1922年に日本弁護士試験に合格した。以後朝鮮弁護士協会（現・大韓弁護士協会）副会長・会長・総理事、朝鮮科学協会会長、朝鮮物産奨励会会長、朝鮮発明協会会長、朝鮮語学会幹部を歴任したが、朝鮮語学会事件により4年近く投獄され、懲役2年、執行猶予3年の刑を受けて釈放された。また、許憲・金炳魯と共に義烈団事件の弁護を担当したほか、光州学生事件・安昌浩事件・修養同友会事件・6・10万歳事件・京城帝大学生事件・万宝山事件の弁護も担当したが、水原高等農業学校事件での不穏な弁論のせいで6ヶ月間の弁護士停職処分を受けた。
光復後は韓国民主党総務・党務部長、首席大法官兼特別犯罪捜査委員長、大法院長職務代理、検察総長、法務部長官、反民特別調査委員長、制憲国会法制司法委員長、野党元老、制憲同志会会長、高等考試委員を務めた。
1979年4月5日、ソウル市論峴洞の自宅で死去。死後社会葬を開催された。

## エピソード
韓国建国後は憲法と政府組織法の母体となった法案を起草し、制憲議会の憲法起草委員会に参考資料として提出した。
第3代国会議員在任中は自由党の強引な立法を批判した後、1958年の第4代総選挙で落選した。
1963年に建国勲章独立章を受章した。
遺言により家を含む全財産がハングル学会に寄贈された。